# Wheelin' & Dealin'
Wheelin' & Dealin' — студійний альбом американського джазового гурту The Prestige All Stars, випущений у 1957 році лейблом Prestige Records. До складу гурту увійшли Джон Колтрейн, Френк Весс та інші музиканти, які мали на той час контракт з Prestige.

## Опис
Ця чудова серія Prestige, що складається з двох LP-сетів за участю Джона Колтрейна. Він грає разом з колегою тенор-саксофоністом Полом Квінішеттом і Френком Вессом на флейті і тенор-саксофоні на двох довгих «Wheelin'» і «Dealin» разом з непоганими версіями «Things Ain't What They Used to Be» і 15-хвилинною «Robbins' Nest».
Перевидання на CD містить два додаткові дублі. 

## Список композицій
1. «Things Ain't What They Used to Be» (Мерсер Еллінгтон) — 8:27
2. «Wheelin'» (Мал Волдрон) — 11:22
3. «Robins' Nest» (Чарльз Томпсон) — 15:33
4. «Dealin'» (Мал Волдрон) — 10:16

## Учасники запису
- Френк Весс — флейта
- Джон Колтрейн — тенор-саксофон
- Пол Квінішетт — тенор-саксофон
- Мал Волдрон — фортепіано
- Дуг Воткінс — контрабас
- Артур Тейлор — ударні

Технічний персонал
- Боб Вейнсток — продюсер
- Руді Ван Гелдер — інженер
- Айра Гітлер — текст